# Сольчаник Богдан Зіновійович
Богда́н Зіно́війович Сольча́ник (25 липня 1985, Старий Самбір, Львівська область — 20 лютого 2014, Київ) — український історик, громадський діяч, активний учасник «Чорної Пори», викладач Кафедри нової та новітньої історії України Українського католицького університету у Львові. Загинув від кулі «беркутівця» на Майдані 20 лютого 2014 року. Герой України.

## Біографія

### Освіта
- 2013 до смерті — готував до захисту при Варшавському університеті дисертацію «Виборчі практики в малому західноукраїнському місті 1965—2006 роки». Науковий керівник — професор, доктор габілітації Анджей Рихард.
- 2008—2012 — участь у докторській програмі «Graduate School for Social Research» Польської академії наук, Варшава.
- 2006—2008 — Міждисциплінарний центр магістерських програм з соціології та культурології Львівського національного університету імені Івана Франка, магістр соціології.
- 2002—2006 — Історичний факультет Львівського національного університету імені Івана Франка, бакалавр історії.

### Додаткове навчання
- 2004—2008 — Міжінституційні індивідуальні гуманітарні студії (МІГуС) при ЛНУ ім. Франка, Український католицький університет, Варшавський університет.

### Літні школи
- 21—28 вересня 2008 — Вільнюська літня школа для студентів-докторантів «Challenges of Democracy in Post-Communist Europe: Social Tolerance» (Mykolo Romerio universitetas, Вільнюс, Литва).

### Навчальні сесії
- 3—10 грудня 2007 — сесія OBTA «Tożsamość, Wolność, Suwerenność» (Варшава).
- 11—17 грудня 2007 — сесія OBTA «Interdyscyplinarna Humanistyka. Część III» (Варшава).

### Дослідницькі стипендії
- 2008—2012 — грант для навчання на докторській програмі від Higher Education Support Program (HESP).
- 2007—2008 — кількаразовий стипендіат Міністерства національної освіти Республіки Польща.
- 2006—2007 — кількаразовий стипендіат фундації «Academia Artes Liberales» (Варшава).

### Участь у наукових конференціях
- 9—10 червня 2011 — V Konferencja Młodych Naukowców, prezentacja: «20 lat transformacji w Ukrainie. Próba podsumowania dorobku socjologii Ukraińskiej» (Вроцлав, Польща).
- 27 травня 2011 — V-й Львівський соціологічний форум, доповідь: «Методологія вивчення локальної системи політичної влади: презентація та аналіз напрацювань польських соціологів Вініц'юша Нароєка та Яцка Тарвковського» (Львів, Україна).
- 12—15 липня 2010 — Warsaw East European Conference 2010, 7th annual session, paper: «Formal structure of subordination of local self-government organs in Soviet and post-Soviet Ukraine» (Варшава, Польща).
- 28 травня 2010 — IV-й Львівський соціологічний форум, доповідь: «Новий інституційний підхід до вивчення поскомуністичних суспільств: Дослідницький проєкт» (Львів, Україна).
- 19—20 травня 2007 — І-й Львівський соціологічний форум, доповідь: «Посткомуністичні трансформації у Центрально-Східній Європі: вплив початкового етапу реформування» (Львів, Україна).
- 10 жовтня 2006 — Наукова конференція студентів історичного факультету ЛНУ імені Івана Франка, доповідь: «Типологія українських політичних партій Східної Галичини 1921—1939 років» (Львів, Україна).
- 1 жовтня 2004 — науково-практична конференція «Адміністративний ресурс у виборчій кампанії»,  представник і дискутант від ГК «ПОРА!» (Львів, Україна).

### Додатково
28 серпня—2 вересня 2009 — співорганізатор Лаврівської літньої школи для студентів програми Міжінституційних індивідуальних гуманітарних студій (Лаврівський монастир, село Лаврів, Львівська область).
2006 року закінчив історичний факультет Львівського національного університету імені Івана Франка з дипломом бакалавра, а згодом — міждисциплінарний центр магістерських програм з соціології та культурології ЛНУ з дипломом магістра.
Один із найактивніших учасників «Чорної Пори» у 2004—2005 роках.

## Вшанування пам'яті
У Старому Самборі ім'ям Богдана Сольчаника 14 березня 2014 року названо вулицю. На честь героя на фасаді будинку, в якому він проживав, а також на фасаді Старосамбірської загальноосвітньої школи № 1, в якій навчався, встановлено меморіальні таблиці. Цій школі надано ім'я Богдана Сольчаника.
У 2014 році друзі та близькі люди Богдана Сольчаника видали його вірші, які автор ніколи не публікував і навіть намагався нікому не показувати.

## Нагороди
- Звання Герой України з удостоєнням ордена «Золота Зірка» (21 листопада 2014, посмертно) — за громадянську мужність, патріотизм, героїчне відстоювання конституційних засад демократії, прав і свобод людини, самовіддане служіння Українському народу, виявлені під час Революції гідності[6].
- Медаль «За жертовність і любов до України» (УПЦ КП, червень 2015) (посмертно)[7].

### Добірка у журналі «Дзвін», 2015, №6 (848), червень
- Данило Ільницький Чистий звук мого покоління [рец. на кн.: Богдан Сольчаник. Кухні мого покоління: вірші / Передмова Олександра Неберикута; Ілюстрації та обкладинка Олени Голубятнікової; Відповідальні за випуск Ірина Швець та Марічка Погорілко. — Львів, 2014. — 76 с.] // С. 169—172.
- Юрій Горблянський «Я вже знаю дорогу…»: роздум про життя і смерть, про Богдана Сольчаника // С. 172—175.

### Добірка у «Буковинському журналі», 2015, №3 (97)
- Богдан Сольчаник Де моя революція: вірші // С. 15—19.
- Михайло Зарічний Час, що манить відсутністю у нім (про книгу Богдана Сольчаника «Кухні мого покоління») // С. 20—23.
- Данило Ільницький Бодя Солч // С. 24-30.
- Микола Майданський Погляд, що окрилює (спогад про Богдана Сольчаника) // С. 31—40.

### Про Богдана Сольчаника англійською мовою
- Danylo Ilnytskyi The Pure Sound of My Generation // Consequence magazine: an international literary magazine focusing on the culture and consequences of war. November 12, 2020.